# Goodbye to the Island
«Goodbye to the Island» («Прощавай, острів») — четвертий студійний альбом валлійської співачки Бонні Тайлер 1981 року, який став її останньою роботою з лейблом «RCA Records». Ронні Скотт і Стів Вулф написали більшість пісень альбому, а Х'ю Марфі виступив співпродюсером платівки.

## Реліз
Альбом вийшов у січні 1981 року на LP та касетах. Хоча музичні критики описали «Goodbye to the Island» як «більш оптимістичний», ніж попередній альбом Тайлер «Diamond Cut» (1979), він мав найнижчі продажі з усіх релізів співачки, випущених на лейблі «RCA», посівши лише 38 місце у чарті Норвегії. 1991 року лейбл «Castle Communications» випустив альбом на CD з альтернативною обкладинкою. 2010 року лейбл «7T's» перевидав альбом з двома бонусними треками. Також «Goodbye to the Island» увійшов до бокс-сету «The RCA Years», випущеного лейблом «Cherry Pop» 2019 року, з вісьмома бонус-треками. 2020 року ця версія альбому вийшла у цифровому форматі у США та Канаді.

## Сингли
Головний сингл альбому, «I Believe in Your Sweet Love», вийшов у листопаді 1979 року. Наступного місяця він досяг 138 місця в американському чарті «Record World», а в лютому 1980 року — 27 місця в канадському чарті «RPM Adult Contemporary».
Майже через рік вийшла пісня «I'm Just a Woman», яка стала другим синглом альбому, але не потрапила до чартів.
Тайлер отримала міжнародний приз Гран-прі на Міжнародному фестивалі популярної музики за виконання пісні «Sitting on the Edge of the Ocean», яка стала третім синглом альбому в листопаді 1979 року.
Пісня «Goodbye to the Island» вийшла незадовго до альбому як четвертий і останній сингл у січні 1981 року, вона посіла 54 місце в чарті «UK Airplay Chart».

## Трек-лист
| Goodbye to the Island (стандартне видання) | Goodbye to the Island (стандартне видання) | Goodbye to the Island (стандартне видання) | Goodbye to the Island (стандартне видання) | Goodbye to the Island (стандартне видання) |
| #                                          | Назва                                      | Автор                                      | Продюсери                                  | Тривалість                                 |
| ------------------------------------------ | ------------------------------------------ | ------------------------------------------ | ------------------------------------------ | ------------------------------------------ |
| 1.                                         | «I'm Just a Woman»                         | Ронні Скотт Стів Вулф                      | Х'ю Марфі                                  | 5:08                                       |
| 2.                                         | «We Danced on the Ceiling»                 | Ронні Скотт Стів Вулф                      | Х'ю Марфі                                  | 4:58                                       |
| 3.                                         | «Wild Love»                                | Айен Сазерленд                             | Х'ю Марфі Ронні Скотт Стів Вулф            | 3:51                                       |
| 4.                                         | «The Closer You Get»                       | Кріс Ріа                                   | Х'ю Марфі Ронні Скотт Стів Вулф            | 3:51                                       |
| 5.                                         | «Sometimes When We Touch»                  | Ден Хілл Баррі Менн                        | Х'ю Марфі Ронні Скотт Стів Вулф            | 4:19                                       |
| 6.                                         | «Goodbye to the Island»                    | Ронні Скотт Стів Вулф                      | Х'ю Марфі Ронні Скотт Стів Вулф            | 3:13                                       |
| 7.                                         | «Wild Side of Life»                        | Ерлі Картер Вілліам Воррен                 | Х'ю Марфі Ронні Скотт Стів Вулф            | 3:46                                       |
| 8.                                         | «A Whiter Shade of Pale»                   | Гарі Брукер Кейт Рейд                      | Х'ю Марфі Ронні Скотт Стів Вулф            | 4:29                                       |
| 9.                                         | «Sitting on the Edge of the Ocean»         | Ронні Скотт Стів Вулф                      | Х'ю Марфі Ронні Скотт Стів Вулф            | 3:19                                       |
| 10.                                        | «I Believe in Your Sweet Love»             | Ронні Скотт Стів Вулф                      | Х'ю Марфі Ронні Скотт Стів Вулф            | 4:22                                       |
| 42:02                                      |                                            |                                            |                                            |                                            |

| Goodbye to the Island (перевидання 2009 року (бонус-треки)) | Goodbye to the Island (перевидання 2009 року (бонус-треки)) | Goodbye to the Island (перевидання 2009 року (бонус-треки)) | Goodbye to the Island (перевидання 2009 року (бонус-треки)) |
| #                                                           | Назва                                                       | Автор                                                       | Тривалість                                                  |
| ----------------------------------------------------------- | ----------------------------------------------------------- | ----------------------------------------------------------- | ----------------------------------------------------------- |
| 11.                                                         | «Come On, Give Me Lovin'»                                   | Ронні Скотт Стів Вулф                                       | 3:21                                                        |
| 12.                                                         | «Get Out of My Head»                                        | Ронні Скотт Стів Вулф                                       | 4:16                                                        |
| 13.                                                         | «I Believe in Your Sweet Love» (синглова версія)            | Ронні Скотт Стів Вулф                                       | 3:42                                                        |

## Учасники запису
- Бонні Тайлер — вокал
- Гарт Ватт-Рой, Гарі Тейлор, Роберт Ехвей, Стівен Ліпсон — гітара
- Фелікс Кріш, Кевін Данн — бас
- Бетсі Кук, Майк Макнот — клавішні
- Джефф Аллен, Лайам Дженоклі — ударні
- Рафаель Равенскрофт — саксофон
- Бетсі Кук, Джон Кемерон, Майк Макнот, Віл Мелон — аранжування

Технічний персонал:
- Дуглас Гопкінс, Грегг Джекман, Стів Ліпсон — інженери
- Ендрю Крістіан — художнє оформлення
- Кріс Томсон — фотографія обкладинки

## Чарти
| Чарт (1981)         | Позиція |
| ------------------- | ------- |
| Норвегія (VG-lista) | 38      |